# 乔丹·马隆
乔丹·马隆（英語：Jordan Malone，1984年4月20日—），美国男子短道速滑运动员。他曾代表美国参加2010年和2014年冬季奥林匹克运动会短道速滑比赛，获得一枚银牌和一枚铜牌。